# Lista das maiores companhias aéreas da América do Sul
Esta é uma lista das maiores companhias aéreas da América do Sul.  É classificada pelo número de passageiros transportados.

## Por Passageiros Transportados (Milhões)
| Ranking | Origem       | Companhia / Holding      | 2018        | 2017 | 2016       | 2015 | 2014 | 2013 | 2012 | 2011 | 2010 | 2009 | 2008 | 2007 | Frota para Passageiros | Destinos Atuais | Fontes            | Aliança / Associação |
| ------- | ------------ | ------------------------ | ----------- | ---- | ---------- | ---- | ---- | ---- | ---- | ---- | ---- | ---- | ---- | ---- | ---------------------- | --------------- | ----------------- | -------------------- |
| 1       | Chile Brasil | LATAM 1                  | 62.63 (Nov) | 67.1 | 66.9       | 67.8 | 67.8 | 66.7 | 65.0 | 60.3 | 51.8 | 45.8 | 43.4 | 38.9 | 313                    | 160             | [ 1 ] [ 2 ] [ 3 ] | n/a                  |
| 2       | Brasil       | Gol Transportes Aéreos 2 | 30.12 (Nov) | 32.4 | 32.3       | 38.8 | 39.7 | 36.3 | 39.2 | 36.2 | 32.9 | 28.4 | 25.6 | 23.7 | 130                    | 64              | [ 4 ]             | n/a                  |
| 3       | Colômbia     | Avianca e Holdings 3     | 27.81 (Nov) | 29.4 | 29.4       | 28.3 | 26.2 | 24.6 | 23.1 | 20.8 | 11.7 | 10.2 | 9.0  | 8.3  | 189                    | 109             | [ 5 ] [ 6 ]       | Star Alliance        |
| 4       | Brasil       | Azul Linhas Aereas 5     | 21.82 (Nov) | 20.7 |            |      |      | 21.0 | 20.0 | 12.0 | 8.0  | 4.0  | -    | -    | 138                    | 105             | [ 7 ] [ 8 ] [ 9 ] | n/a                  |
| 5       | Argentina    | Aerolíneas Argentinas 4  |             |      | 4.9 (Maio) | 10.9 | 10.1 | 8.5  | -    | -    | 6.4  | 5.4  | 5.3  | -    | 80                     | 60              | [ 10 ]            | Skyteam              |
| 6       | Colômbia     | VivaColombia             |             |      |            |      | 2.3  | -    | -    | -    | -    | -    | -    | -    | 8                      | 25              | [ 11 ] [ 12 ]     | n/a                  |
| 7       | Equador      | TAME                     |             |      |            |      | 1.88 | 1.82 | -    | -    | -    | -    | -    | -    | 20                     | 25              | [ 13 ]            | n/a                  |
| 8       | Bolívia      | Boliviana de Aviación    |             |      |            |      | 1.3  | -    | -    | -    | -    | -    | -    | -    | 14                     | 12              | [ 14 ]            | n/a                  |
| 9       | Bolívia      | Línea Aérea Amaszonas    |             |      |            |      | 0.38 | -    | -    | -    | -    | -    | -    | -    | 8                      | 19              | [ 14 ]            | n/a                  |
| 10      | Venezuela    | Conviasa                 |             |      |            |      | 0.36 | -    | -    | -    | -    | -    | -    | -    | 10                     | 9               | [ 15 ]            | n/a                  |

Notas
- ↑1   Inclui LAN Airlines e TAM Linhas Aéreas .
- ↑2   Inclui Gol Transportes Aéreos e VARIG .
- ↑3   Inclui a Avianca Colômbia , a Avianca Peru , a Avianca El Salvador , a Avianca Costa Rica , a Avianca Ecuador , a Avianca Nicaragua , a Avianca Honduras e a Avianca Guatemala .
- ↑4   Inclui Austral Líneas Aéreas .
- ↑5   Inclui a TRIP Linhas Aéreas .